# Třída Minotaur
Třída Minotaur byla třída pancéřových křižníků Britského královského námořnictva. Celkem byly postaveny tři jednotky této třídy. Ve službě byly v letech 1908–1922. Účastnily se první světové války. Jeden byl ve válce potopen. Ostatní byly do roku 1922 prodány do šrotu. Byly to poslední britské pancéřové křižníky, neboť je nahradila nová kategorie bitevních křižníků.

## Stavba
Stavba tří pancéřových křižníků této třídy byla objednána v rámci stavebního programu pro roky 1904/1905. Křižníky navrhl konstruktér Philip Watts. Jednalo se o zvětšenou verzi předcházející třídy Warrior se zesílenou výzbrojí. Nejednalo se o zcela vyváženou konstrukci, neboť velmi silné výzbroji a velikosti plavidel neodpovídalo jejich pancéřování. Křižníky byly postaveny v letech 1905—1909.
Jednotky třídy Minotaur:
| Jméno    | Loděnice           | Založení kýlu  | Spuštěna       | Vstup do služby | Poznámka                                      |
| -------- | ------------------ | -------------- | -------------- | --------------- | --------------------------------------------- |
| Defence  | Pembroke Dockyard  | 22. února 1905 | 24. dubna 1907 | 9. února 1909   | Dne 31. května 1916 potopen v bitvě u Jutska. |
| Minotaur | Devonport Dockyard | 2. ledna 1905  | 6. června 1906 | 1. dubna 1908   | Prodán do šrotu 1920.                         |
| Shannon  | Chatham Dockyard   | 2. ledna 1905  | 20. září 1906  | 10. března 1908 | Prodán do šrotu 1922.                         |

## Konstrukce

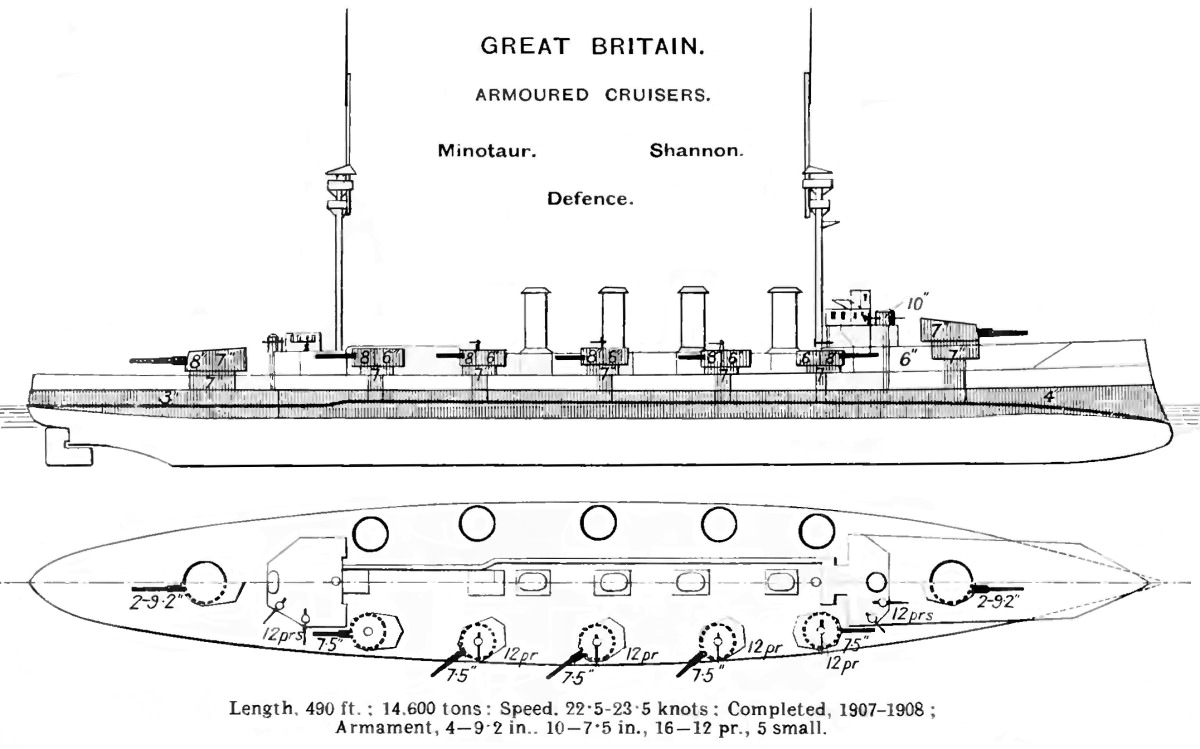
Schéma výzbroje a pancéřování třídy Minotaur

Boky lodí kryl až 152mm silný pancéřový pás, přičemž pancíř kryl i barbety věží, kasematy a velitelskou věž. Oproti předchozím třídám tyto křižníky nesly výrazně silnější výzbroj. Poprvé u nich byly použity dvoudělové věže s kanóny ráže 234 mm, kterých nesly celkem čtyři kusy. Sekundární ráži tvořilo deset 190mm kanonů v jednohlavňových věžích, umístěných po pěti na každém boku. Doplňovalo je šestnáct 76mm děl sloužících k obraně proti torpédovým člunům a jiným lehkým plavidlům (většina z nich stála na střechách 190mm dělových věží). Dále bylo neseno pět 457mm torpédomet. Pohonný systém tvořilo 24 kotlů Yarrow (Minotaur měl kotle Babcock) a dva čtyřválcové parní stroje s trojnásobnou expanzí, o výkonu 27 000 ihp, pohánějící dva lodní šrouby. Nejvyšší rychlost dosahovala 23 uzlů.

### Modifikace
V letech 1909–1910 byly zvýšeny komíny.

## Osudy

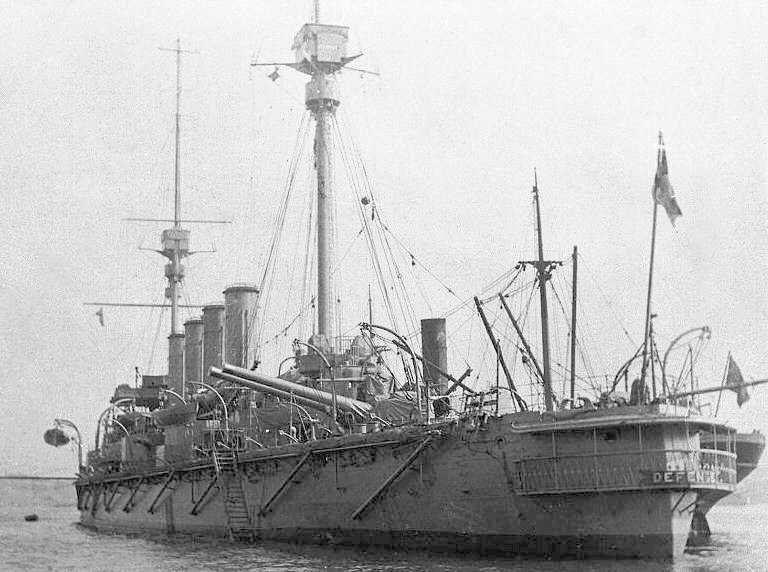
HMS Defence

Pancéřový křižník Defence se účastnil pronásledování křižníků Goeben a Breslau. Minotaur  dne 6. srpna 1914 ostřeloval německou radiostanici na ostrově Yap. Všechny tři jednotky byly nasazeny v bitvě u Jutska, přičemž Defence byl v bitvě potopen. Zbylé lodě byly sešrotovány na počátku 20. let.